# Eccellenza Lazio 2017-2018
Il campionato italiano di calcio di Eccellenza regionale 2017-2018 è stato il 27º organizzato in Italia. Rappresenta il quinto livello del calcio italiano. La stagione regolare è iniziata il 3 settembre 2017 ed è terminata il 6 maggio 2018. I play-out si sono disputati il 13 maggio 2018.
Il campionato è stato vinto dalla Vis Artena per il girone A e dalla Anagni per il girone B. Per l'Artena si tratta del primo titolo, per i papalini del secondo. Il Ladispoli ottiene la promozione in Serie D battendo il Villafranca Veronese nella finale dei play-off nazionali.
Tutte le squadre iscritte al campionato di Eccellenza hanno diritto, salvo mancate iscrizioni, a partecipare alla fase regionale della Coppa Italia Dilettanti.

## Stagione

### Novità
Il campionato di Eccellenza Lazio è composto da 36 squadre divise in due gironi da 18. Ad avere diritto a disputare il campionato di eccellenza sono le 25 squadre salvatesi la precedente stagione, 2 retrocesse dalla Serie D (il Città di Ciampino e il Cynthia), 1 ripescata (l'ALMAS), la vincitrice della Coppa Italia Promozione (il Sermoneta) e 8 provenienti dalla Promozione Lazio: 4 tramite promozione diretta: Aces Casal Barriera, Città di Anagni, Montespaccato e Team Nuova Florida; 4 ammesse tramite i play-off a completamento di organici: la Cavese, la Polisportiva Monti Cimini, il Play EUR e l'Insieme Ausonia.

#### Aggiornamenti
A inizio stagione avvengono le seguenti fusioni e cambio di denominazioni sociali:
- La Boreale cambia denominazione in Boreale Donorione.[5]
- Il Pomezia Calcio Selva dei Pini diventa Pomezia Calcio.
- Il Formia 1905 Calcio diventa Formia Calcio.
- Il Montecelio 1964 diventa Monte Grotte Celoni 1964.[6]
- Il neopromosso Seromoneta Monte Lepini si fonde con il Latina Scalo e diventa Latina S. Sermoneta FC.
- Il Cedial Lido dei Pini si fonde con il Virtus Nettuno dando vita al Virtus Nettuno Lido.[7]

Il San Cesareo non si iscrive al campionato, al suo posto viene ripescato a completamento di organico l'Insieme Ausonia.

### Formula
In materia di promozioni e retrocessioni fa fede il Comunicato Ufficiale del Comitato Regionale Lazio.
Promozioni

Verranno promosse nel campionato di Serie D 2018-2019 le squadre che si classificano al primo posto nei rispettivi gironi del Campionato di Eccellenza. 
Le seconde classificate parteciperanno ai play-off nazionali secondo le modalità di svolgimento fissate dal Consiglio Direttivo della LND.
Retrocessioni

Retrocederanno nel Campionato di Promozione 2018-2019 quattro squadre per ciascun girone.
Le squadre classificate al 17º e 18º posto dei rispettivi gironi del Campionato di Eccellenza retrocederanno direttamente nel Campionato di Promozione.
Le ulteriori due squadre verranno individuate mediante la disputa di gare di play-out,così articolate:
le squadre classificate al 13º, 14º, 15º e 16º posto verranno abbinate tra loro (13ª classificata/16ª classificata; 14ª classificata/15ª
classificata) e si scontreranno in gara unica ad eliminazione diretta, da disputarsi in casa della squadra con la migliore posizione di classifica. Le due squadre vincitrici avranno titolo alla permanenza nel prossimo Campionato di Eccellenza. I play-out non si svolgeranno se tra le due squadre designate risulterà un divario superiore a 8 punti in classifica.
Questi sono i gironi organizzati dal comitato regionale della regione Lazio.

## Girone A

### Squadre partecipanti
| Club                             | Città (provincia)                      | Stadio                                                        | Stagione precedente                        |
| -------------------------------- | -------------------------------------- | ------------------------------------------------------------- | ------------------------------------------ |
| A.S.D. Astrea                    | Roma                                   | "Casal del Marmo", Municipio Roma XIV                         | 7º posto in Eccellenza girone A            |
| A.S.D. Atletico Vescovio         | Roma                                   | "Urbetevere A", quartiere La Pisana, Municipio Roma XII       | 8º posto in Eccellenza girone A            |
| A.S.D. Boreale Donorione         | Roma                                   | "Don Orione A", quartiere Camilluccia, Municipio Roma XV      | 12º posto in Eccellenza girone A           |
| Pol. D. Città di Ciampino        | Ciampino (RM)                          | "Superga", Ciampino                                           | 18º posto in Serie D girone H, retrocessa  |
| A.S.D. Civitavecchia Calcio 1920 | Civitavecchia (RM)                     | Stadio Giovanni Maria Fattori, Civitavecchia                  | 3º posto in Eccellenza girone A            |
| SSDARL Cre. Cas.                 | Cretone, Castelchiodato (RM)           | "Giovanni Torlonia", Palombara Sabina                         | 13º posto in Eccellenza girone A           |
| S.S.D. Cynthia 1920              | Genzano di Roma (RM)                   | "Comunale di Genzano", Genzano                                | 17º posto in Serie D girone H, retrocesso  |
| SSDARL Eretum Monterotondo       | Monterotondo (RM)                      | "Fausto Cecconi", Monterotondo                                | 11º posto in Eccellenza girone A           |
| U.S.D. Ladispoli                 | Ladispoli (RM)                         | "Angelo Sale", Ladispoli                                      | 4º posto in Eccellenza girone A            |
| U.S.D. Lepanto                   | Marino (RM)                            | "Domenico Fiore", Marino                                      | 9º posto in Eccellenza girone A            |
| A.S.D. Monte Grotte Celoni 1964  | Montecelio di Guidonia Montecelio (RM) | "Carlo Panichelli", quartiere Tor Bella Monaca                | 10º posto in Eccellenza girone A           |
| A.S.D. Polisportiva Monti Cimini | Vignanello (VT)                        | Comunale, Vignanello                                          | 3º posto in Promozione girone A, ripescato |
| A.S.D. Pro Calcio Tor Sapienza   | Roma                                   | "Giorgio Castelli", quartiere Tor Sapienza, Municipio Roma IV | 6º posto in Eccellenza girone A            |
| A.S.D. Real Monterotondo Scalo   | Monterotondo (RM)                      | "Ottavio Pietrangeli", Monterotondo Scalo                     | 5º posto in Eccellenza girone A            |
| A.S.D. Tolfa Calcio              | Tolfa (RM)                             | "Felice Scoponi", Tolfa                                       | 15º posto in Eccellenza girone A           |
| A.S.D. Unipomezia 1938           | Pomezia (RM)                           | Comunale, Pomezia                                             | 10º posto in Eccellenza girone B           |
| A.S.D. Valle del Tevere          | Forano (RI)                            | Comunale, Forano                                              | 2º posto in Eccellenza girone A            |
| A.S.D. Vis Artena                | Artena (RM)                            | Comunale, Artena                                              | 3º posto in Eccellenza girone B            |

### Classifica finale
Fonte:
|  | Pos. | Squadra                 | Pt | G  | V  | N  | P  | GF | GS | DR  |
|  | ---- | ----------------------- | -- | -- | -- | -- | -- | -- | -- | --- |
|  | 1.   | Vis Artena              | 69 | 34 | 21 | 6  | 7  | 76 | 47 | +29 |
|  | 2.   | Ladispoli               | 66 | 34 | 20 | 6  | 8  | 58 | 33 | +25 |
|  | 3.   | Astrea                  | 64 | 34 | 19 | 7  | 8  | 61 | 43 | +18 |
|  | 4.   | Unipomezia              | 57 | 34 | 17 | 6  | 11 | 71 | 50 | +21 |
|  | 5.   | Eretum Monterotondo     | 56 | 34 | 15 | 11 | 8  | 58 | 44 | +14 |
|  | 6.   | Cre. Cas.               | 54 | 34 | 14 | 12 | 8  | 39 | 29 | +10 |
|  | 7.   | Cynthia                 | 49 | 34 | 13 | 10 | 11 | 36 | 30 | +6  |
|  | 8.   | Città di Ciampino       | 49 | 34 | 13 | 10 | 11 | 50 | 49 | +1  |
|  | 9.   | Monte Grotte Celoni     | 42 | 34 | 10 | 12 | 12 | 40 | 45 | -5  |
|  | 10.  | Civitavecchia           | 42 | 34 | 10 | 12 | 12 | 41 | 46 | -5  |
|  | 11.  | Valle del Tevere        | 41 | 34 | 10 | 11 | 13 | 34 | 38 | -4  |
|  | 12.  | Lepanto                 | 40 | 34 | 10 | 10 | 14 | 40 | 51 | -11 |
|  | 13.  | Atletico Vescovio       | 39 | 34 | 10 | 9  | 15 | 42 | 64 | -22 |
|  | 14.  | Real Monterotondo Scalo | 37 | 34 | 9  | 10 | 15 | 39 | 49 | -10 |
|  | 15.  | Pro Calcio Tor Sapienza | 36 | 34 | 8  | 12 | 14 | 30 | 43 | -13 |
|  | 16.  | Boreale Donorione       | 34 | 34 | 10 | 4  | 20 | 43 | 59 | -16 |
|  | 17.  | Tolfa                   | 33 | 34 | 8  | 9  | 17 | 34 | 53 | -19 |
|  | 18.  | Monti Cimini            | 26 | 34 | 5  | 11 | 18 | 30 | 49 | -19 |

Legenda:
     Promossa in Serie D 2018-2019.
     Ammessa ai play-off nazionali.
 Ai play-out.
     Retrocesse in Promozione Lazio 2018-2019.
Regolamento:
Tre punti a vittoria, uno a pareggio, zero a sconfitta.
In caso di arrivo a pari punti vale la classifica avulsa (escludendo il 1º, il 2º ed il 17º posto, per i quali è previsto uno spareggio).
Note:
Il Real Monterotondo Scalo e la Boreale Donorione sono state poi ripescate in Eccellenza Lazio 2018-2019 a completamento di organico.

### Risultati

#### Tabellone
|                         | Ast  | AtV  | Bor  | CdC  | Civ  | C.C. | Cyn  | EMo  | Lad  | Lep  | MGC  | MCi  | Pcts | RMo  | Tol  | Uni  | VdT  | VAr  |
| ----------------------- | ---- | ---- | ---- | ---- | ---- | ---- | ---- | ---- | ---- | ---- | ---- | ---- | ---- | ---- | ---- | ---- | ---- | ---- |
| Astrea                  | –––– | 4-0  | 0-1  | 4-2  | 3-1  | 0-4  | 2-1  | 2-0  | 2-0  | 2-2  | 1-0  | 1-0  | 3-0  | 4-0  | 4-1  | 2-1  | 1-0  | 1-1  |
| Atletico Vescovio       | 0-4  | –––– | 2-1  | 0-1  | 0-4  | 1-0  | 2-1  | 2-4  | 2-2  | 2-2  | 2-1  | 1-1  | 0-2  | 2-4  | 3-1  | 2-0  | 1-1  | 0-2  |
| Boreale Donorione       | 0-1  | 1-1  | –––– | 3-2  | 3-0  | 2-1  | 2-3  | 2-3  | 0-3  | 5-2  | 3-0  | 2-2  | 4-1  | 1-4  | 1-1  | 0-2  | 0-1  | 0-4  |
| Città di Ciampino       | 5-2  | 2-3  | 2-1  | –––– | 1-3  | 2-1  | 1-2  | 1-3  | 2-0  | 0-0  | 2-1  | 1-0  | 0-0  | 1-1  | 4-1  | 5-1  | 2-1  | 1-4  |
| Civitavecchia           | 1-1  | 2-1  | 1-0  | 1-2  | –––– | 1-3  | 0-0  | 0-0  | 2-1  | 0-2  | 0-2  | 2-0  | 1-1  | 2-1  | 1-2  | 2-1  | 1-1  | 1-2  |
| Cre. Cas.               | 0-0  | 3-1  | 1-0  | 0-0  | 1-1  | –––– | 0-2  | 2-1  | 2-1  | 1-0  | 1-2  | 1-1  | 2-0  | 1-0  | 2-2  | 1-0  | 0-0  | 0-2  |
| Cynthia                 | 1-2  | 1-1  | 2-0  | 0-1  | 0-0  | 0-1  | –––– | 1-3  | 0-0  | 0-0  | 2-0  | 1-0  | 1-0  | 1-0  | 1-1  | 1-1  | 2-1  | 2-0  |
| Eretum Monterotondo     | 1-1  | 5-0  | 2-2  | 1-1  | 2-2  | 2-2  | 0-2  | –––– | 0-2  | 3-1  | 2-1  | 4-2  | 1-0  | 0-1  | 4-2  | 2-0  | 1-0  | 1-0  |
| Ladispoli               | 3-1  | 3-1  | 2-0  | 3-2  | 0-0  | 0-0  | 2-1  | 2-0  | –––– | 3-1  | 2-0  | 3-1  | 0-1  | 1-0  | 3-0  | 3-2  | 1-0  | 2-2  |
| Lepanto                 | 1-2  | 0-1  | 0-1  | 4-2  | 2-2  | 0-0  | 0-1  | 2-2  | 1-2  | –––– | 1-1  | 1-0  | 2-0  | 0-0  | 1-1  | 2-1  | 2-1  | 4-3  |
| Monte Grotte Celoni     | 1-1  | 1-1  | 2-1  | 0-0  | 2-1  | 2-1  | 1-0  | 1-1  | 1-1  | 3-1  | –––– | 3-2  | 0-0  | 1-0  | 0-1  | 1-2  | 3-0  | 3-3  |
| Monti Cimini            | 4-0  | 1-1  | 0-1  | 1-1  | 0-0  | 0-1  | 2-1  | 0-0  | 0-1  | 3-0  | 1-1  | –––– | 0-0  | 1-1  | 1-0  | 0-7  | 1-1  | 1-2  |
| Pro Calcio Tor Sapienza | 3-0  | 1-2  | 2-1  | 0-0  | 0-3  | 0-1  | 4-3  | 1-1  | 2-1  | 0-1  | 1-1  | 2-0  | –––– | 1-0  | 0-0  | 1-1  | 1-1  | 1-2  |
| Real Monterotondo       | 2-2  | 1-1  | 2-1  | 2-1  | 0-1  | 1-1  | 0-1  | 0-2  | 2-1  | 3-0  | 1-1  | 3-1  | 4-4  | –––– | 0-0  | 2-4  | 0-2  | 3-1  |
| Tolfa                   | 1-3  | 1-0  | 0-1  | 0-1  | 3-1  | 2-4  | 0-0  | 2-3  | 1-0  | 0-2  | 2-1  | 1-0  | 2-0  | 1-1  | –––– | 1-3  | 0-1  | 2-2  |
| Unipomezia              | 4-1  | 4-3  | 3-1  | 1-1  | 3-1  | 2-0  | 0-0  | 4-2  | 3-4  | 1-2  | 3-1  | 2-0  | 1-1  | 4-0  | 2-1  | –––– | 0-0  | 3-2  |
| Valle del Tevere        | 0-3  | 1-2  | 1-0  | 2-2  | 1-1  | 0-0  | 1-1  | 2-2  | 0-4  | 1-0  | 3-0  | 1-2  | 2-0  | 3-0  | 2-1  | 2-0  | –––– | 1-2  |
| Vis Artena              | 2-1  | 2-1  | 6-2  | 3-0  | 5-2  | 1-1  | 2-1  | 1-0  | 1-2  | 4-1  | 2-2  | 3-2  | 2-0  | 1-0  | 1-0  | 4-5  | 2-1  | –––– |

### Spareggi

#### Play-out
|                         | Risultati |                         | Luogo e data                       |
| ----------------------- | --------- | ----------------------- | ---------------------------------- |
| Atletico Vescovio       | 2-1 (dts) | Boreale Donorione       | Roma, 13 maggio 2018               |
| Real Monterotondo Scalo | 0-1       | Pro Calcio Tor Sapienza | Monterotondo Scalo, 13 maggio 2018 |
|                         |           |                         |                                    |

## Girone B

### Squadre partecipanti
| Club                                | Città (provincia)                            | Stadio                                                        | Stagione precedente                                                    |
| ----------------------------------- | -------------------------------------------- | ------------------------------------------------------------- | ---------------------------------------------------------------------- |
| A.S.D. Bricofer Casal Barriera      | Roma                                         | "Nicolino Usai", quartiere Pietralata, Municipio Roma IV      | 1º posto in Promozione girone B, promosso                              |
| A.S.D. ALMAS Roma                   | Roma                                         | "Arnaldo Fuso", Ciampino                                      | 14º posto in Eccellenza girone A, ripescato                            |
| U.S.D. Arce 1932                    | Arce (FR)                                    | Comunale, Ceprano                                             | 13º posto in Eccellenza girone B                                       |
| A.S.D. Audace                       | Pisoniano - San Vito Romano - Genazzano (RM) | "Le Rose" di Genazzano                                        | 4º posto in Eccellenza girone B                                        |
| A.S.D. U.S. Cavese 1919             | Cave (RM)                                    | Comunale "Luigi Ariola", Cave                                 | 2º posto in Promozione girone C, ripescato                             |
| A.S.D. Città di Anagni              | Anagni (FR)                                  | "Piergiorgio Tintisona", Paliano                              | 1º posto in Promozione girone D, promosso                              |
| S.S.D. Colleferro Calcio            | Colleferro (RM)                              | "Andrea Caslini" di Colleferro                                | 5º posto in Eccellenza girone B                                        |
| S.S. Formia Calcio A.S.D.           | Formia (LT)                                  | Comunale, Formia                                              | 9º posto in Eccellenza girone B                                        |
| A.S.D. Pol. Insieme Ausonia         | Ausonia (FR)                                 | "Madonna del Piano", Ausonia                                  | 2º posto in Promozione girone D, ripescato                             |
| A.S.D. Latina S. Sermoneta FC       | Sermoneta (LT)                               | "Tiziano Righetti A", Latina                                  | 3º posto in Promozione girone C, come vincente Coppa Italia Promozione |
| P.D. Montespaccato S.r.l.           | Roma                                         | "Montespaccato", quartiere Montespaccato, Municipio Roma XIII | 1º posto in Promozione girone A, promosso                              |
| A.S.D. Morolo Calcio                | Morolo (FR)                                  | "Arnaldo Marocco", Morolo                                     | 14º posto in Eccellenza girone B                                       |
| A.S.D. Play Eur                     | Roma                                         | "Mario Tobia", quartiere Ostiense, Municipio Roma VIII        | 2º posto in Promozione girone B, ripescato                             |
| S.S.D. Pomezia Calcio               | Pomezia (RM)                                 | Comunale, Pomezia                                             | 8º posto in Eccellenza girone B                                        |
| A.S.D. Roccasecca T. di San Tommaso | Roccasecca (FR)                              | "Lino Battista", Roccasecca                                   | 12º posto in Eccellenza girone B                                       |
| A.S.D. Serpentara Bellegra Olevano  | Bellegra - Olevano Romano (RM)               | "Giovanni Savoia", Bellegra                                   | 6º posto in Eccellenza girone B                                        |
| A.S.D. Team Nuova Florida 2005      | Ardea (RM)                                   | "Marco Mazzucchi A", Ardea                                    | 1º posto in Promozione girone C, promosso                              |
| A.S.D. Virtus Nettuno Lido          | Nettuno (RM)                                 | "Mirko Ricci", Nettuno                                        | -                                                                      |

### Classifica finale
Fonte:
|  | Pos. | Squadra                 | Pt | G  | V  | N  | P  | GF | GS | DR  |
|  | ---- | ----------------------- | -- | -- | -- | -- | -- | -- | -- | --- |
|  | 1.   | Anagni                  | 69 | 34 | 21 | 6  | 7  | 55 | 33 | +22 |
|  | 2.   | Pomezia                 | 67 | 34 | 20 | 7  | 7  | 74 | 38 | +36 |
|  | 3.   | Team Nuova Florida (-1) | 65 | 34 | 20 | 6  | 8  | 63 | 43 | +20 |
|  | 4.   | Play Eur                | 56 | 34 | 15 | 11 | 8  | 63 | 40 | +23 |
|  | 5.   | Latina S. Sermoneta     | 54 | 34 | 15 | 9  | 10 | 61 | 44 | +17 |
|  | 6.   | Audace                  | 51 | 34 | 14 | 9  | 11 | 72 | 51 | +21 |
|  | 7.   | Virtus Nettuno Lido     | 50 | 34 | 15 | 5  | 14 | 52 | 54 | -2  |
|  | 8.   | Insieme Ausonia         | 49 | 34 | 15 | 4  | 15 | 54 | 49 | +5  |
|  | 9.   | ALMAS                   | 48 | 34 | 14 | 6  | 14 | 44 | 50 | -6  |
|  | 10.  | Arce                    | 46 | 34 | 13 | 7  | 14 | 43 | 44 | -1  |
|  | 11.  | Morolo                  | 43 | 34 | 12 | 7  | 15 | 35 | 40 | -5  |
|  | 12.  | Bricofer Casal Barriera | 43 | 34 | 11 | 10 | 13 | 53 | 55 | -2  |
|  | 13.  | Serpentara              | 43 | 34 | 10 | 13 | 11 | 41 | 38 | +3  |
|  | 14.  | Montespaccato           | 39 | 34 | 11 | 6  | 17 | 45 | 56 | -11 |
|  | 15.  | Cavese                  | 35 | 34 | 10 | 5  | 19 | 35 | 63 | -28 |
|  | 16.  | Colleferro              | 33 | 34 | 9  | 6  | 19 | 43 | 55 | -12 |
|  | 17.  | Formia                  | 33 | 34 | 8  | 9  | 17 | 36 | 62 | -26 |
|  | 18.  | Roccasecca              | 26 | 34 | 6  | 8  | 20 | 32 | 86 | -54 |

Legenda:
     Promossa in Serie D 2018-2019.
     Ammessa ai play-off nazionali.
 Ai play-out.
     Retrocesse in Promozione Lazio 2018-2019.
Regolamento:
Tre punti a vittoria, uno a pareggio, zero a sconfitta.
In caso di arrivo a pari punti vale la classifica avulsa (escludendo il 1º, il 2º ed il 17º posto, per i quali è previsto uno spareggio).
Note:
Il Team Nuova Florida ha scontato 1 punto di penalizzazione
Il Montespaccato e il Colleferro sono state poi ripescate in Eccellenza Lazio 2018-2019 a completamento di organico.

### Risultati

#### Tabellone
|                         | Alm  | Ana  | Arc  | Aud  | BCB  | Cav  | Col  | For  | IAu  | LSS  | Mon  | Mor  | PEu  | Pom  | Roc  | Ser  | TNF  | VNL  |
| ----------------------- | ---- | ---- | ---- | ---- | ---- | ---- | ---- | ---- | ---- | ---- | ---- | ---- | ---- | ---- | ---- | ---- | ---- | ---- |
| Almas                   | –––– | 1-2  | 0-1  | 2-1  | 1-0  | 4-1  | 3-2  | 1-0  | 0-2  | 1-1  | 0-1  | 1-0  | 1-1  | 1-0  | 3-2  | 2-1  | 0-2  | 1-2  |
| Anagni                  | 3-1  | –––– | 1-0  | 0-4  | 1-0  | 2-1  | 1-0  | 2-0  | 2-1  | 1-2  | 1-3  | 3-1  | 2-3  | 1-1  | 0-0  | 2-0  | 2-0  | 2-1  |
| Arce                    | 2-0  | 1-2  | –––– | 2-3  | 1-0  | 0-0  | 1-0  | 3-0  | 2-1  | 3-2  | 2-1  | 1-2  | 1-1  | 0-2  | 2-0  | 0-0  | 2-0  | 1-2  |
| Audace                  | 3-2  | 2-1  | 3-0  | –––– | 5-6  | 4-0  | 2-1  | 7-0  | 4-0  | 1-1  | 4-0  | 3-0  | 1-2  | 2-2  | 0-3  | 2-2  | 5-3  | 1-1  |
| Bricofer Casal Barriera | 1-1  | 2-2  | 2-1  | 2-1  | –––– | 1-0  | 2-1  | 1-1  | 2-0  | 3-2  | 1-1  | 3-2  | 3-1  | 1-3  | 4-0  | 0-0  | 4-1  | 2-2  |
| Cavese                  | 2-1  | 1-2  | 1-0  | 2-0  | 2-1  | –––– | 3-2  | 1-1  | 1-5  | 0-3  | 0-0  | 2-1  | 1-0  | 1-2  | 2-3  | 4-3  | 2-4  | 1-0  |
| Colleferro              | 1-2  | 0-2  | 2-2  | 1-0  | 1-1  | 5-0  | –––– | 3-2  | 1-1  | 0-3  | 2-0  | 1-0  | 0-0  | 2-3  | 2-1  | 3-2  | 1-2  | 0-2  |
| Formia                  | 1-1  | 1-2  | 1-3  | 0-0  | 3-3  | 0-0  | 2-1  | –––– | 0-2  | 0-2  | 0-2  | 0-1  | 3-2  | 0-4  | 0-0  | 0-2  | 2-2  | 3-1  |
| Insieme Ausonia         | 1-0  | 0-1  | 4-0  | 1-1  | 3-1  | 0-1  | 2-1  | 0-1  | –––– | 2-2  | 2-0  | 3-0  | 1-4  | 2-3  | 3-1  | 2-2  | 1-2  | 2-1  |
| Latina S. Sermoneta     | 2-2  | 2-0  | 2-3  | 1-3  | 4-1  | 3-0  | 2-0  | 4-2  | 3-0  | –––– | 2-1  | 1-0  | 2-2  | 1-1  | 3-0  | 0-2  | 0-0  | 1-2  |
| Montespaccato           | 1-4  | 1-2  | 0-0  | 2-1  | 3-2  | 3-0  | 3-2  | 2-3  | 1-2  | 0-3  | –––– | 2-2  | 1-1  | 0-1  | 0-0  | 3-1  | 2-3  | 3-1  |
| Morolo                  | 0-1  | 0-0  | 1-0  | 4-1  | 2-0  | 1-1  | 1-1  | 2-1  | 0-2  | 1-0  | 2-0  | –––– | 1-0  | 0-2  | 3-0  | 1-1  | 1-0  | 0-1  |
| Play Eur                | 0-0  | 0-0  | 1-0  | 2-2  | 1-0  | 3-2  | 1-1  | 1-3  | 3-2  | 2-1  | 3-2  | 2-0  | –––– | 1-2  | 12-0 | 0-0  | 1-3  | 4-0  |
| Pomezia                 | 2-0  | 1-0  | 3-5  | 1-2  | 2-2  | 3-1  | 1-2  | 3-1  | 4-1  | 4-1  | 1-3  | 0-1  | 1-1  | –––– | 6-0  | 2-0  | 2-0  | 5-1  |
| Roccasecca              | 1-2  | 1-6  | 1-1  | 1-1  | 3-0  | 2-1  | 2-3  | 1-1  | 0-2  | 3-0  | 1-3  | 1-1  | 0-3  | 1-5  | –––– | 2-1  | 1-1  | 0-4  |
| Serpentara              | 4-0  | 1-1  | 2-0  | 0-0  | 1-1  | 2-1  | 1-0  | 0-1  | 0-2  | 1-1  | 1-0  | 2-2  | 0-2  | 0-0  | 4-1  | –––– | 1-1  | 2-0  |
| Team Nuova Florida      | 5-2  | 0-3  | 1-1  | 2-0  | 1-0  | 1-0  | 3-0  | 2-1  | 4-2  | 1-3  | 3-0  | 2-1  | 3-1  | 2-0  | 4-0  | 2-0  | –––– | 1-1  |
| Virtus Nettuno Lido     | 2-3  | 1-3  | 3-2  | 4-3  | 2-0  | 1-0  | 2-1  | 1-2  | 1-0  | 1-1  | 3-1  | 2-1  | 1-2  | 2-2  | 3-0  | 0-2  | 1-2  | –––– |

### Spareggi

#### Play-out
Il play-out previsto tra Serpentara e Colleferro non si è disputato in quanto tra le due squadre ci sono 8 o più punti di differenza nella classifica finale.
|               | Risultati |        | Luogo e data         |
| ------------- | --------- | ------ | -------------------- |
| Montespaccato | 3-4       | Cavese | Roma, 13 maggio 2018 |
|               |           |        |                      |

#### Spareggio per il 16º posto
Il Comitato regionale, al fine di stilare una graduatoria per i ripescaggi per la stagione futura, ha orgnaizzato uno spareggio in campo neutro tra il Colleferro ed il Formia al fine di determinare la squadra sedicesima classificata. Tale squadra non avrà la certezza di essere ripescata ma andrà ad essere inserita in una posizione favorevole nella graduatoria dei ripescaggi.
|            | Risultati |        | Luogo e data            |
| ---------- | --------- | ------ | ----------------------- |
| Colleferro | 6-2       | Formia | Ceprano, 20 maggio 2018 |
|            |           |        |                         |